# Дрожиська-Велике
Дрожиська-Велике (пол. Drożyska Wielkie, нім. Groß Friedrichsberg) — село в Польщі, у гміні Закшево Злотовського повіту Великопольського воєводства.
Населення — 431 особа (2011).
У 1975-1998 роках село належало до Пільського воєводства.

## Демографія
Демографічна структура станом на 31 березня 2011 року:
|          | Загалом | Допрацездатний вік | Працездатний вік | Постпрацездатний вік |
| -------- | ------- | ------------------ | ---------------- | -------------------- |
| Чоловіки | 219     | 44                 | 157              | 18                   |
| Жінки    | 212     | 44                 | 133              | 35                   |
| Разом    | 431     | 88                 | 290              | 53                   |